# Dracaena ovata
Dracaena ovata är en sparrisväxtart som beskrevs av Ker Gawl. Dracaena ovata ingår i släktet dracenor, och familjen sparrisväxter. Inga underarter finns listade i Catalogue of Life.